# Mednarodni dan strpnosti
Mednarodni dan strpnosti (16. november) je spominski dan, ki ga je v Deklaraciji o načelih strpnosti razglasila Generalna konferenca UNESCO na svojem zasedanju 16. novembra 1995. Razglasitev je sovpadala s 50. obletnico nastanka UNESCA in podpisa Unescove ustave 16. novembra 1945. V ustavni preambuli UNESCA med drugim tudi piše: »Če naj se mir ne razblini, mora biti zgrajen na temeljih intelektualne in moralne solidarnosti človeštva.«
Leta 1996 je Generalna skupščina OZN povabila države članice, da 16. november obeležujejo kot mednarodni dan strpnosti (resolucija 51/95) z aktivnostmi, ki so usmerjene na izobraževalne ustanove in širšo javnost. Ta resolucija je bila posledica mednarodnega leta strpnosti, ki ga je OZN na pobudo Unesca razglasil leta 1995.
Deklaracija o načelih strpnosti v preambuli poudarja zaskrbljenosti zaradi vzpona dejanj nestrpnosti, nasilja, terorizma, ksenofobije, agresivnega nacionalizma, rasizma, antisemitizma, izključevanja, marginalizacije in diskriminacije, ki so uperjena proti nacionalnim, etničnim, verskim in jezikovnim manjšinam, beguncem, priseljenim delavcem, priseljencem in ranljivim skupinam znotraj družb, kot tudi dejanj nasilja in ustrahovanja, ki so zagrešena nad posamezniki, ki uveljavljajo svojo svobodo mišljenja in izražanja 